# Histoire des Juifs en Érythrée
L'histoire des Juifs en Érythrée débute à partir du XIXe siècle avec l'arrivée de populations nouvelles dans cette partie de la Corne de l’Afrique. 
Autrefois, l'Érythrée avait une importante communauté juive, alimentée par l'arrivée d'individus pour des raisons économiques ou échappant à la persécution. La communauté a prospéré pendant plusieurs décennies avant que l'émigration massive n'ait commencé pendant la guerre d'indépendance érythréenne (1961-1971). Aujourd'hui, il ne resterait qu'un seul Juif autochtone.

## Histoire

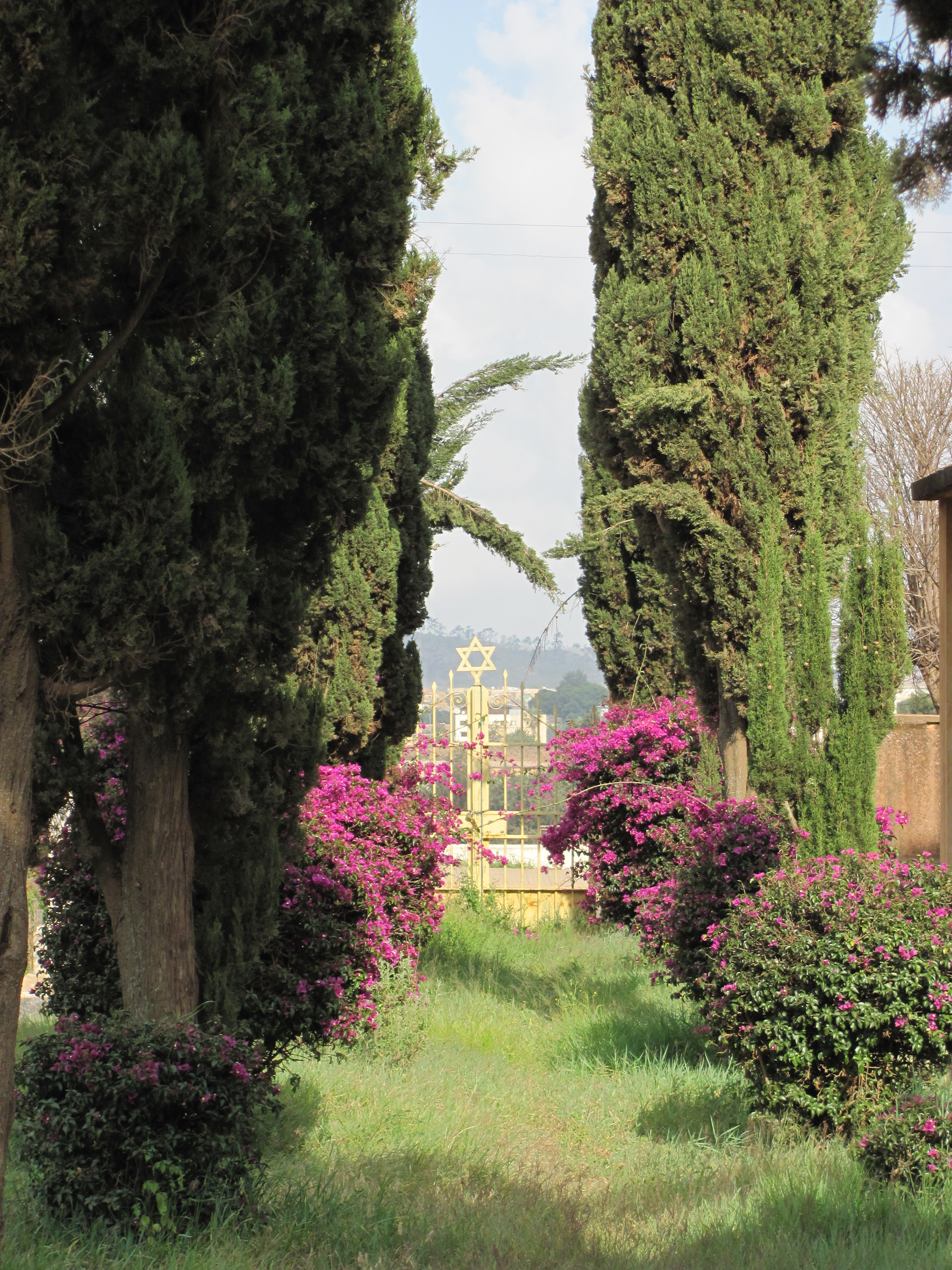
Le cimetière juif d'Asmara.

Les premiers Juifs à s'installer en Érythrée, à partir de la fin du XIXe siècle, étaient des Juifs yéménites, attirés par les nouvelles opportunités commerciales développées par la colonisation italienne.
En 1906, la construction de la synagogue d'Asmara est achevée à Asmara, la capitale du pays. Elle comprend un sanctuaire principal pouvant accueillir jusqu'à 200 personnes, des salles de classe et un petit cimetière.
Dans les années 1930, la communauté juive est renforcée lorsque de nombreux Juifs européens émigrent en Érythrée pour échapper à la persécution nazie en Europe.
Sous l'administration britannique, l’Érythrée était utilisée comme lieu de détention pour les organisations Irgoun et Léhi qui luttaient pour la création d'un État juif indépendant dans le cadre du mandat britannique de Palestine (aujourd'hui Israël). Parmi les prisonniers figuraient notamment le futur Premier ministre israélien Yitzhak Shamir et Haïm Corfou, un des fondateurs du Beitar Jérusalem.
À partir de 1948, après la fondation d'Israël en tant qu'État juif, de nombreux Juifs érythréens ont émigré en Israël. Dans les années 1950, 500 Juifs vivaient encore dans le pays. Le dernier mariage juif à la synagogue d'Asmara est célébré pendant cette décennie. La synagogue a également servi aux Juifs de toute l'Afrique pour célébrer Yamim Noraïm.
Les Juifs d'Érythrée ont continué de quitter le pays durant la guerre d'indépendance érythréenne (1961-1991) qui bouleverse leur équilibre. En 1975, le grand rabbin et une grande partie de la communauté ont été évacués. Beaucoup de Juifs érythréens se sont installés en Israël, tandis que d'autres sont allés en Europe ou en Amérique du Nord. À ce moment-là, il ne restait plus que 150 Juifs dans le pays.
L’Érythrée a officiellement obtenu son indépendance en 1993. À l'époque, il ne restait qu'une poignée de Juifs dans le pays. Tous sauf un sont morts ou ont émigré. 
En 2006, il ne reste plus qu'un seul Juif autochtone en Érythrée, Sami Cohen, qui dirige une entreprise d'import-export, assiste à la synagogue d'Asmara et s'occupe du cimetière où son père repose,,. Il y a aussi quelques Juifs non-natifs qui résident à Asmara ou fréquentent la synagogue, des diplomates en visite ou des fonctionnaires de l’ONU, certains Israéliens étant attachés à l'ambassade israélienne locale.